# Selkäluoto (ö och gränsmärke mellan Norra Karelen och Södra Savolax)
Selkäluoto är en ö och ett gränsmärke i Finland. Den ligger i sjön Puruvesi på gränsen mellan kommunerna Kides och Nyslott och landskapen  Södra Savolax och Norra Karelen, i den sydöstra delen av landet, 300 km nordost om huvudstaden Helsingfors. Öns area är omkring 320 kvadratmeter och dess största längd är 30 meter i öst-västlig riktning.
Landskapgränsen går i rät linje över ön från en punkt på västra delen av ön Rauvitsansaari nära tre kilometer sydsydväst om Selkäluoto till en punkt i vattnet 2,2 kilometer nordnordöst om Selkäluoto.